# Japca
Japca – miejscowość i gmina w Mołdawii, w rejonie Florești. W 2014 roku liczyła 1489 mieszkańców.